# جيم مارشال (لاعب كرة قدم أمريكية)
جيم مارشال (بالإنجليزية: Jim Marshall)‏ هو لاعب كرة قدم أمريكية أمريكي، ولد في 30 ديسمبر 1937 في دانفيل في الولايات المتحدة.

## وصلات خارجية
- لورانس مارشال على موقع مرجع كرة القدم المحترفة.كوم (الإنجليزية)
- لورانس مارشال على موقع إن إن دي بي (الإنجليزية)